# Moledet
Moledet (em hebraico: מולדת, "pátria") é um partido político de Israel, situado na área da direita. Advoga a transferência da população árabe-palestiniana da Cisjordânia e da Faixa de Gaza para os países árabes da região como forma de solucionar o conflito israelo-palestino.
O partido foi fundado em 1988 por Rehavam Zeevi, que foi seu lider até 2001, ano em que foi assassinado por membros da Frente Popular para a Libertação da Palestina num hotel de Jerusalém. Neste ano o rabino Benny Elon foi eleito secretário-geral do partido. Em 1999, o Moledet formou a coligação "União Nacional" com os partidos Herut e Tkuma. Mais tarde, o Herut deixou a coligação, à qual se juntou o partido Yisrael Beytenu.
O Moledet nunca teve mais de três membros no parlamento de Israel (Knesset). Desde 2004 tem dois deputados no parlamento, Benny Elon e o professor universitário Arie Eldad. Em Março de 2001 integrou a coligação governamental que teria Ariel Sharon como chefe de governo. Rehavam Zeevi foi na época nomeado Ministro do Turismo, cargo que desempenhou até ao seu assassinato. Foi substituído no cargo por Benny Elon, que se demitiu do governo de Sharon em 2004, devido à sua oposição ao plano de retirada da Faixa de Gaza.

## Resultados eleitorais
| Ano         | 1988 | 1992 | 1996 | 1999 | 2003 |
| Percentagem | 1.9% | 2.4% | 2.4% | 3.0% | 5.5% |
| Lugares     | 2    | 3    | 2    | 4    | 7    |
| ----------- | ---- | ---- | ---- | ---- | ---- |

Nota: em 1999 e 2003, o Moledet apresentou-se nas eleições numa lista conjunta com outros partidos chamada "União Nacional". Assim, os lugares obtidos nestes anos não foram todos ocupados pelo Moledet, tendo sido partilhados com os outros partidos da coligação.
Fonte: Knesset.